# Billie Moore
Billie Jean Moore (Humansville, 5 maggio 1943 – Fullerton, 14 dicembre 2022) è stata un'allenatrice di pallacanestro statunitense.
Era membro della Naismith Memorial Basketball Hall of Fame e della Women's Basketball Hall of Fame dal 1999.

## Carriera
Guidò gli Stati Uniti ai Giochi olimpici di Montréal 1976.